# Змеевидный гурами
Змеевидный гурами (лат. Trichopodus  pectoralis) — один из видов лабиринтовых рыб рода Trichopodus. Относится к распространённым аквариумным рыбкам. Водится в южном Вьетнаме, Камбодже и восточном Таиланде. В чистопородной форме в аквариумах содержат очень редко.
У себя на родине, в странах Юго-Восточной Азии, считается промысловой рыбой.

## Описание

### Внешний вид
Змеевидный гурами — самый крупный представитель рода.. Максимальный размер — в природе до 25 см, в аквариумах обычно в 1,5—2 раза мельче, до 15 см.
Змеевидный гурами имеет более вытянутое тело, чем у других гурами, задняя часть тела обычно слегка загнута кверху. Самец более вытянут, спинной плавник заострен, у самки этот плавник короче и закруглен.

### Окрас
Основной фон зеленовато-коричневый, бока отливают серебром, вдоль тела, на боках прерывистая тёмная горизонтальная линия и несколько слегка скошенных золотистых полос. При нересте эти неясные полосы проступают четко.
Анальный плавник янтарного цвета.
При большом ареале цветовых форм нет.

## Разведение в неволе
Были выведены селекционные формы змеевидного гурами — золотистая, лимонная, мраморная и многие другие (см. Пятнистый гурами). Коллекционные гибриды размером не превышают 10 см, но столь же живучи и плодовиты, как и основные виды.
Содержание и разведение как у других представителей рода.